# Южные морские котики
Южные морские котики (лат. Arctocephalus) — род ластоногих из семейства ушастых тюленей.
Восемь видов, относящиеся к южным морским котикам, очень похожи между собой и различаются прежде всего своими размерами. Окраска шерсти у них чаще всего светло-коричневая. У самцов помимо этого имеется чёрная грива. Во времена спаривания южные морские котики образуют крупные колонии, внутри которых самцы борются за свои ареалы. В пределах этих ареалов они содержат гарем из нескольких самок. Между соперничающими самцами возникают бои за лучшие места у берега, в ходе которых более молодые и слабые вытесняются на край колонии, что снижает их шансы на размножение.

## Классификация
По результатам ряда исследований митохондриальной ДНК, типовой вид рода, капский морской котик (Arctocephalus pusillus), не является близким родственником остальных видов, что делает таксон Arctocephalus парафилетическим. Для решения данной проблемы предлагалось перенести все виды, кроме капского морского котика, в монофилетический род Arctophoca. Согласно выводам Ф. Лопеса и соавторов (2021), причиной мнимой парафилии рода Arctocephalus является конфликт между данными митохондриальной и ядерной ДНК. Лопес и соавторы использовали в своём анализе обе ДНК, в результате чего род Arctocephalus оказался восстановлен как монофилетический.
База данных Американского общества маммологов (ASM Mammal Diversity Database) признаёт 8 видов южных морских котиков:
- Arctocephalus australis — южноамериканский морской котик
- Arctocephalus forsteri — новозеландский морской котик
- Arctocephalus galapagoensis — галапагосский морской котик
- Arctocephalus gazella — кергеленский морской котик
- Arctocephalus philippii — фернандесский (хуанфернандский) морской котик
- Arctocephalus pusillus — южноафриканский (капский) морской котик
- Arctocephalus townsendi — гуадалупский (гваделупский) морской котик
- Arctocephalus tropicalis — субтропический (амстердамский) морской котик